# 兰尼弗雷夫
兰尼弗雷夫（Neferefre）是古埃及第五王朝的法老，大約在公元前25世纪間在位。現代學者認為他的在位時間只有一至三年。他是内弗尔卡拉和Khentkaus II的兒子，年幼繼位，其母曾攝政。他在位時建造了一座太陽神廟和未完成的金字塔，在其墓發現的木乃伊顯示他在20多歲時去世。他沒有遺下後嗣，由其弟紐塞拉繼承王位。
雖然一般意見認為兰尼弗雷夫繼承谢普塞斯卡拉之王位，但有學者持相反意見。

## 外部連結
- Neferefre, A King of the Fifth Dynasty （英文） （页面存档备份，存于）